# Air Urga
Air Urga – ukraińska linia lotnicza z siedzibą w Kropywnyćkim. Obsługuje międzynarodowe połączenia czarterowe i cargo.